# Joel Lebowitz
Joel Louis Lebowitz (Taceva, República Checa, atualmente Ucrânia, 10 de maio de 1930) é um físico estadunidense.
Sua área de pesquisa é a física estatística.

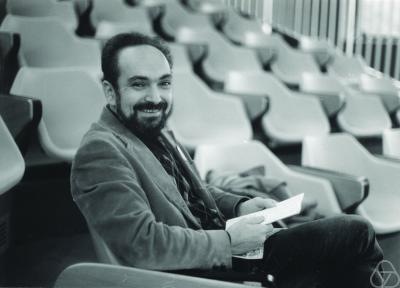
Joel Lebowitz em 1975